# Barış Coşkun
Barış Coşkun (* 2. Juli 1984) ist ein türkischer Eishockeyspieler, der seit 2020 erneut beim Buz Korsanlari SK unter Vertrag steht und mit dem Klub in der zweiten türkischen Liga spielt.

## Karriere
Barış Coşkun begann seine Karriere als Eishockeyspieler bei Zeytinburnu Belediye SK, für den er 2012 in der zweiten türkischen Liga debütierte. 2013 stieg er mit dem Klub aus Istanbul in die türkische Superliga auf. In der Spielzeit 2013/14 wurde er als bester Verteidiger der Liga ausgezeichnet. 2015 und 2016 wurde er mit Zeytinburnu türkischer Meister. 2018 wechselte er in die zweite türkische Liga zu Buz Korsanlari SK, wo er seither mit Ausnahme der Spielzeit 2019/20, als er für Istanbul Büyükşehir SK auflief, auf dem Eis steht.

### International
Für die Türkei spielte Coşkun bei den Weltmeisterschaften der Division II 2013 und 2014 sowie der Division III 2015 und 2016.

## Erfolge und Auszeichnungen
- 2014 Bester Verteidiger der Superliga
- 2015 Türkischer Meister mit dem Zeytinburnu Belediye SK
- 2016 Türkischer Meister mit dem Zeytinburnu Belediye SK
- 2016 Aufstieg in die Division II, Gruppe B, bei der Weltmeisterschaft der Division III